# 五磷酸钆
五磷酸钆是一种无机化合物，化学式为GdP5O14，可简写为GdPP。它是单斜晶体，晶体中Gd3+的配位数为8。它也能生长为正交晶系晶体，或由于孪晶现象以拟正交晶系生长。

## 制备
五磷酸钆可由氧化钆和磷酸二氢铵在固相反应得到。反应初始温度为200°C，待氨气和水除去后，升高至350或450°C。
溶胶-凝胶法的步骤如下。将无水氯化钆溶于异丙醇，剧烈搅拌。将金属钾溶于异丙醇，搅拌。溶解完成后，将异丙醇钾加入至氯化钆的溶液中，发生放热反应，析出氯化钾沉淀。在85°C回流溶液，加入乙酰丙酮以降低醇盐的活性。再将4.75摩尔比的五氧化二磷溶于异丙醇，加入至上述溶液中于室温反应。反应结束后通过离心移除氯化钾，用水将溶液水解。于350或450°C干燥。